# Порт-Саїд (аеропорт)

Аеропорт Порт-Саїд (араб. مطار بورسعيد; (IATA: PSD, ICAO: HEPS)) обслуговує місто Порт-Саїд, Єгипет, в північній частині Суецького каналу.
У 2008 аеропорт обслужив 42 746 пасажирів (-17,5% проти 2007). 

## Ресурси Інтернету
- https://web.archive.org/web/20160311121725/http://weather.noaa.gov/weather/current/HEPS.html
- http://aviation-safety.net/database/airport/airport.php?id=PSD [Архівовано 9 березня 2016 у Wayback Machine.]